# Estanislao Maestre
Estanislao Maestre Herrera (siglo XIX-1942) fue un escritor, impresor y editor español.

## Biografía
Contribuyó en publicaciones periódicas como Barcelona Cómica (1895-1896) y Azul y Rosa (1903) y fue autor de títulos como La hija del usurero (novela, Madrid, 1905, 1917), Almas rústicas (1906), Los vividores (novela, 1910), El mantón de Manila (novela, 1910) y Villa plácida (novela, 1921). Falleció el 19 de enero de 1942.